# Cap del Ras de la Font Negra
El Cap del Ras de la Font Negra és una muntanya de 2.391 metres que es troba al municipi de Farrera, a la comarca del Pallars Sobirà.